# Reattore nucleare avanzato ad acqua bollente

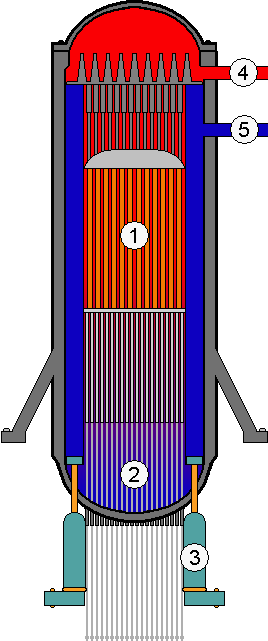
Recipiente a pressione dell'ABWR. 1: Nocciolo del reattore 2: Barre di controllo 3: Pompe di ricircolo interno 4: Condutture del vapore per la Turbina 5: Acqua di refrigerazione per il reattore

Il Reattore nucleare avanzato ad acqua bollente (in inglese ABWR: Advanced Boiling Water Reactor) è un reattore ad acqua bollente di III generazione. Venne progettato dalla General Electric ed è al momento prodotto dalla alleanza fra quest'ultima e Hitachi. L'ABWR genera energia elettrica usando il vapore per alimentare una turbina collegata ad un generatore, il vapore è prodotto portando ad ebollizione l'acqua utilizzando il calore generato da reazioni di fissione nucleare.
I reattori ad acqua bollente sono la seconda forma più diffusa di reattori ad acqua leggera con un progetto che è più semplice, molto più intuitivo e meno costoso, sebbene meno compatto ed un poco meno efficienti rispetto ai reattori ad acqua pressurizzata (PWR). I reattori ad acqua super-critica sono arrivati a questi traguardi solo in via teorica. L'ABWR è lo stato dell'arte attuale fra i reattori ad acqua bollente ed è il primo progetto di reattore di III generazione ad essere stato costruito interamente, con diversi reattori realizzati ed oggi in produzione, entro i tempi previsti e talvolta sotto il tetto di spesa prevista, in Giappone, con molte altre centrali in via di completamento i questo stesso paese ed altri in fase di completamento a Taiwan. Parecchi ABWR sono in ordine negli Stati Uniti, con il primo progetto approvato per nuove centrali nucleari dopo oltre un decennio, nell'ambito del South Texas Project, con due ABWR nel 2007.
Il progetto standard di una centrale ABWR ha una produzione netta di circa 1350 MW, comunque General Electric e Hitachi offrono anche un progetto con una maggiore produzione di energia.

## L'ABWR nel mondo
| Reattori operatividati aggiornati alla pagina nazionale corrispondente |                    |         |                    |                                    |                                   |                        |
| Impianto                                                               | Potenza netta (MW) | Modello | Inizio costruzione | Allacciamento alla rete            | Produzione commerciale            | Dismissione (prevista) |
| Kashiwazaki-Kariwa (Giappone) (Reattore 6)                             | 1315               | ABWR    | 3 novembre 1992    | 29 gennaio 1996                    | 7 novembre 1996                   |                        |
| Kashiwazaki-Kariwa (Giappone) (Reattore 7)                             | 1315               | ABWR    | 1º luglio 1993     | 17 dicembre 1996                   | 2 luglio 1997                     |                        |
| Hamaoka (Giappone) (Reattore 5)                                        | 1212               | ABWR    | 12 luglio 2000     | 26 aprile 2004                     | 18 gennaio 2005                   |                        |
| Higashi dori (Tohoku) (Giappone) (Reattore 1)                          | 1067               | ABWR    | 7 novembre 2000    | 9 marzo 2005                       | 8 dicembre 2005                   |                        |
| Reattori in costruzione                                                |                    |         |                    |                                    |                                   |                        |
| Centrale                                                               | Potenza netta (MW) | Modello | Inizio costruzione | Allacciamento alla rete (prevista) | Produzione commerciale (prevista) | Costo (stimato)        |
| Shimane (Giappone) (Reattore 3)                                        | 1325               | ABWR    | 12 ottobre 2007    | 2013                               | 2013                              |                        |
| Ohma (Giappone) (Reattore 1)                                           | 1325               | ABWR    | 7 maggio 2010      | 2016                               | 2016                              |                        |
| Lungmen (Taiwan) (Reattore 1)                                          | 1300               | ABWR    | 31 marzo 1999      | N.D.                               |                                   |                        |
| Lungmen (Taiwan) (Reattore 2)                                          | 1300               | ABWR    | 30 agosto 1999     | N.D.                               |                                   |                        |